# Сехмет
Сехмет (или още Сакмет, Секмет, Секхмет) е древноегипетска богиня на войната, разрушението, споровете и изцелението. Името и означава Могъщата. Войнствена опозиция на богинята-котка Бастет. Око на убийственото слънце Ра. Съпруга на бога Птах, майка на бога Нефертум, с които образувала триадата на град Мемфис. Изобразявала се обикновено като лъвица или жена с лъвска глава.
| abA | x · t | H8 | I12 |

| abA | x · t | H8 | I12 |

Сехмет е въобразявана от древните египтяни като пазителка на царя в битка, прогонваща неговите врагове със стрели. Тялото ѝ излъчва буен пламък, а горещият ѝ дъх подхранва пустинните ветрове. Освен войн на боговете, разгромяващ нечистите сили (като змията Апофис), тя бива и лечителка, даряваща здраве и притежаваща магични дарби. Жреците на Сехмет са и медици, които пропъждат страданията, както са мислели древните египтяни, нанесени от зли духове или нечисти люде. Особена почит и се отдавала в епохата на Средното царство (XI династия – XVII династия). Към управлението на Аменхотеп III (ок. 1455 – 1419 г. пр.н.е.) култа на Сехмет се обвързва с почитта към богинята Мут.
В Книга на мъртвите оформена в епохата на Новото царство на Египет, при описанието на ритуала по отваряне на устата на мъртвия се казва:
| „ | Да може Шу устата ми с това желязо да отвори, както отваря то устата на безсмъртните, защото съм богиня Сехмет, в царството на силните небесни ветрове живееща... | “ |

Обредът припомня Сехмет и нейната божествена магична сила, проявяваща се и в следното възклицание:
| „ | Здравей, крилата Сехмет-Ра-Баст, водителка на боговете, която превръзките „Анс“ със сила магическа даряват! | “ |

В Книга за Ам Дуат също от епохата на Новото царство на Египет, богът Ра се обръща към група от богини, включително Сехмет, потвърждавайки силата им:
| „ | Вие сте тези, които защитавате лицето на Хор, възникнали, които сътворяват формите | “ |

## Галерия
- Сехмет от Ком Омбо
- Статуи на Сехмет от Египетския музей в Берлин